# A Real Madrid CF szezonjai

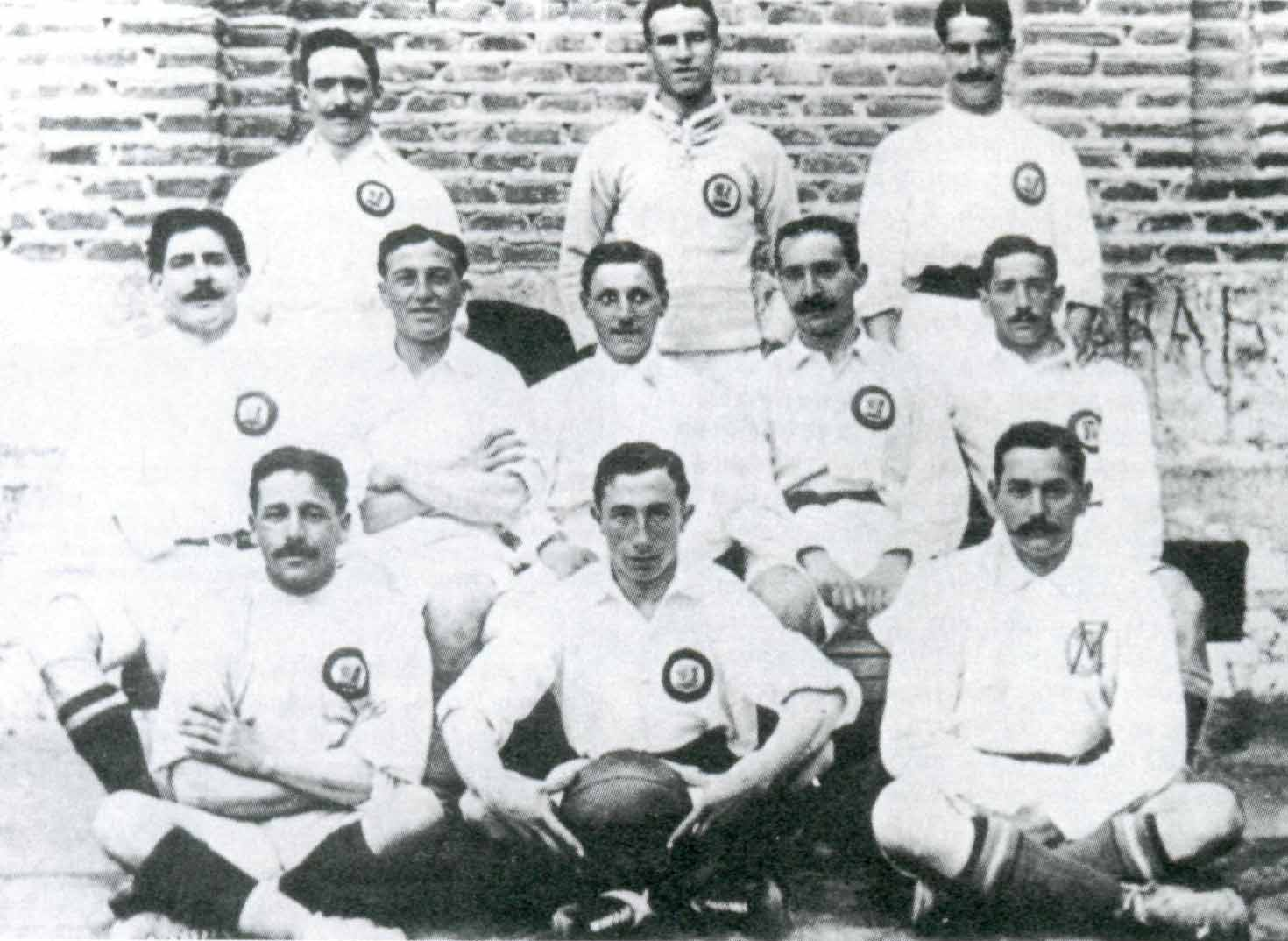
Az 1905–06-os csapat, amikor a Real először lett kupagyőztes.

Ebben a cikkben a Real Madrid egyes szezonokban elért teljesítménye szerepel. A klubot 1902-ben alapították, ekkortól egészen 1928-ig csak a kupában indult, ugyanis országos kiterjesztésű bajnokság még nem jött létre.
Az 1929-ben megalakult bajnokságnak alapító tagja volt. Az akkori hat csapatból a Real mellett már csak ketten, a Barcelona és a Athletic Club nem esett ki soha az első osztályból.
A bajnokságot 31-szer, a kupát tizenhétszer, a szuperkupát kilencszer, a Bajnokok Ligáját szintén kilencszer, az UEFA-kupát pedig egyszer tudta megnyerni.

## A szezonok
| Szezon    | Bajnokság                                             | Bajnokság                                             | Bajnokság                                             | Bajnokság                                             | Bajnokság                                             | Bajnokság                                             | Bajnokság                                             | Bajnokság                                             | Bajnokság                                             | Kupa                                                  | Európa / Egyéb                                        | Európa / Egyéb                                        | Gólkirály(ok)                                         | Gólkirály(ok)                                         |
| Szezon    | Osztály                                               | Poz.                                                  | M                                                     | Gy                                                    | D                                                     | V                                                     | RG                                                    | KG                                                    | Pts                                                   | Kupa                                                  | Kiírás                                                | Poz.                                                  | Név                                                   | Gól                                                   |
| --------- | ----------------------------------------------------- | ----------------------------------------------------- | ----------------------------------------------------- | ----------------------------------------------------- | ----------------------------------------------------- | ----------------------------------------------------- | ----------------------------------------------------- | ----------------------------------------------------- | ----------------------------------------------------- | ----------------------------------------------------- | ----------------------------------------------------- | ----------------------------------------------------- | ----------------------------------------------------- | ----------------------------------------------------- |
| 1901-02   | Nem volt országos kiterjesztésű bajnokság.            | Nem volt országos kiterjesztésű bajnokság.            | Nem volt országos kiterjesztésű bajnokság.            | Nem volt országos kiterjesztésű bajnokság.            | Nem volt országos kiterjesztésű bajnokság.            | Nem volt országos kiterjesztésű bajnokság.            | Nem volt országos kiterjesztésű bajnokság.            | Nem volt országos kiterjesztésű bajnokság.            | Nem volt országos kiterjesztésű bajnokság.            | Elődöntő                                              | Trofeo de consolación                                 | Győztes                                               | Arthur Johnson                                        | 1                                                     |
| 1902-03   | Nem volt országos kiterjesztésű bajnokság.            | Nem volt országos kiterjesztésű bajnokság.            | Nem volt országos kiterjesztésű bajnokság.            | Nem volt országos kiterjesztésű bajnokság.            | Nem volt országos kiterjesztésű bajnokság.            | Nem volt országos kiterjesztésű bajnokság.            | Nem volt országos kiterjesztésű bajnokság.            | Nem volt országos kiterjesztésű bajnokság.            | Nem volt országos kiterjesztésű bajnokság.            | Döntő                                                 | Campeonato Centro                                     | 1.                                                    | Armando Giralt                                        | 2                                                     |
| 1903-04   | Nem volt országos kiterjesztésű bajnokság.            | Nem volt országos kiterjesztésű bajnokság.            | Nem volt országos kiterjesztésű bajnokság.            | Nem volt országos kiterjesztésű bajnokság.            | Nem volt országos kiterjesztésű bajnokság.            | Nem volt országos kiterjesztésű bajnokság.            | Nem volt országos kiterjesztésű bajnokság.            | Nem volt országos kiterjesztésű bajnokság.            | Nem volt országos kiterjesztésű bajnokság.            | [ 5 ] [ 6 ]                                           | Campeonato Centro                                     | 2.                                                    | —                                                     | —                                                     |
| 1904-05   | Nem volt országos kiterjesztésű bajnokság.            | Nem volt országos kiterjesztésű bajnokság.            | Nem volt országos kiterjesztésű bajnokság.            | Nem volt országos kiterjesztésű bajnokság.            | Nem volt országos kiterjesztésű bajnokság.            | Nem volt országos kiterjesztésű bajnokság.            | Nem volt országos kiterjesztésű bajnokság.            | Nem volt országos kiterjesztésű bajnokság.            | Nem volt országos kiterjesztésű bajnokság.            | Győztes                                               | Campeonato Centro                                     | 1.                                                    | Manuel Prast Antonio Alonso Cuenca                    | 2                                                     |
| 1905-06   | Nem volt országos kiterjesztésű bajnokság.            | Nem volt országos kiterjesztésű bajnokság.            | Nem volt országos kiterjesztésű bajnokság.            | Nem volt országos kiterjesztésű bajnokság.            | Nem volt országos kiterjesztésű bajnokság.            | Nem volt országos kiterjesztésű bajnokság.            | Nem volt országos kiterjesztésű bajnokság.            | Nem volt országos kiterjesztésű bajnokság.            | Nem volt országos kiterjesztésű bajnokság.            | Győztes                                               | Campeonato Centro                                     | 1.                                                    | Manuel Prast                                          | 4                                                     |
| 1906-07   | Nem volt országos kiterjesztésű bajnokság.            | Nem volt országos kiterjesztésű bajnokság.            | Nem volt országos kiterjesztésű bajnokság.            | Nem volt országos kiterjesztésű bajnokság.            | Nem volt országos kiterjesztésű bajnokság.            | Nem volt országos kiterjesztésű bajnokság.            | Nem volt országos kiterjesztésű bajnokság.            | Nem volt országos kiterjesztésű bajnokság.            | Nem volt országos kiterjesztésű bajnokság.            | Győztes                                               | Campeonato Centro                                     | 1.                                                    | Armando Giralt Antonio Sánchez Neyra                  | 3                                                     |
| 1907-08   | Nem volt országos kiterjesztésű bajnokság.            | Nem volt országos kiterjesztésű bajnokság.            | Nem volt országos kiterjesztésű bajnokság.            | Nem volt országos kiterjesztésű bajnokság.            | Nem volt országos kiterjesztésű bajnokság.            | Nem volt országos kiterjesztésű bajnokság.            | Nem volt országos kiterjesztésű bajnokság.            | Nem volt országos kiterjesztésű bajnokság.            | Nem volt országos kiterjesztésű bajnokság.            | Győztes                                               | Campeonato Centro                                     | 1.                                                    | Federico Revuelto Antonio Sánchez Neyra               | 1                                                     |
| 1908-09   | Nem volt országos kiterjesztésű bajnokság.            | Nem volt országos kiterjesztésű bajnokság.            | Nem volt országos kiterjesztésű bajnokság.            | Nem volt országos kiterjesztésű bajnokság.            | Nem volt országos kiterjesztésű bajnokság.            | Nem volt országos kiterjesztésű bajnokság.            | Nem volt országos kiterjesztésű bajnokság.            | Nem volt országos kiterjesztésű bajnokság.            | Nem volt országos kiterjesztésű bajnokság.            | [ 7 ]                                                 | Campeonato Centro                                     | 2.                                                    | —                                                     | —                                                     |
| 1909-10   | Nem volt országos kiterjesztésű bajnokság.            | Nem volt országos kiterjesztésű bajnokság.            | Nem volt országos kiterjesztésű bajnokság.            | Nem volt országos kiterjesztésű bajnokság.            | Nem volt országos kiterjesztésű bajnokság.            | Nem volt országos kiterjesztésű bajnokság.            | Nem volt országos kiterjesztésű bajnokság.            | Nem volt országos kiterjesztésű bajnokság.            | Nem volt országos kiterjesztésű bajnokság.            | 3.                                                    | Campeonato Centro                                     | 2.                                                    | —                                                     | —                                                     |
| 1910-11   | Nem volt országos kiterjesztésű bajnokság.            | Nem volt országos kiterjesztésű bajnokság.            | Nem volt országos kiterjesztésű bajnokság.            | Nem volt országos kiterjesztésű bajnokság.            | Nem volt országos kiterjesztésű bajnokság.            | Nem volt országos kiterjesztésű bajnokság.            | Nem volt országos kiterjesztésű bajnokság.            | Nem volt országos kiterjesztésű bajnokság.            | Nem volt országos kiterjesztésű bajnokság.            | [ 7 ]                                                 | Campeonato Centro                                     | 2.                                                    | —                                                     | —                                                     |
| 1911-12   | Nem volt országos kiterjesztésű bajnokság.            | Nem volt országos kiterjesztésű bajnokság.            | Nem volt országos kiterjesztésű bajnokság.            | Nem volt országos kiterjesztésű bajnokság.            | Nem volt országos kiterjesztésű bajnokság.            | Nem volt országos kiterjesztésű bajnokság.            | Nem volt országos kiterjesztésű bajnokság.            | Nem volt országos kiterjesztésű bajnokság.            | Nem volt országos kiterjesztésű bajnokság.            | [ 7 ]                                                 | Campeonato Centro                                     | 2.                                                    | —                                                     | —                                                     |
| 1912-13   | Nem volt országos kiterjesztésű bajnokság.            | Nem volt országos kiterjesztésű bajnokság.            | Nem volt országos kiterjesztésű bajnokság.            | Nem volt országos kiterjesztésű bajnokság.            | Nem volt országos kiterjesztésű bajnokság.            | Nem volt országos kiterjesztésű bajnokság.            | Nem volt országos kiterjesztésű bajnokság.            | Nem volt országos kiterjesztésű bajnokság.            | Nem volt országos kiterjesztésű bajnokság.            | Elődöntő                                              | Campeonato Centro                                     | 1.                                                    | —                                                     | —                                                     |
| 1913-14   | Nem volt országos kiterjesztésű bajnokság.            | Nem volt országos kiterjesztésű bajnokság.            | Nem volt országos kiterjesztésű bajnokság.            | Nem volt országos kiterjesztésű bajnokság.            | Nem volt országos kiterjesztésű bajnokság.            | Nem volt országos kiterjesztésű bajnokság.            | Nem volt országos kiterjesztésű bajnokság.            | Nem volt országos kiterjesztésű bajnokság.            | Nem volt országos kiterjesztésű bajnokság.            | [ 7 ]                                                 | Campeonato Centro                                     | 2.                                                    | —                                                     | —                                                     |
| 1914-15   | Nem volt országos kiterjesztésű bajnokság.            | Nem volt országos kiterjesztésű bajnokság.            | Nem volt országos kiterjesztésű bajnokság.            | Nem volt országos kiterjesztésű bajnokság.            | Nem volt országos kiterjesztésű bajnokság.            | Nem volt országos kiterjesztésű bajnokság.            | Nem volt országos kiterjesztésű bajnokság.            | Nem volt országos kiterjesztésű bajnokság.            | Nem volt országos kiterjesztésű bajnokság.            | [ 7 ]                                                 | Campeonato Centro                                     | 2.                                                    | —                                                     | —                                                     |
| 1915-16   | Nem volt országos kiterjesztésű bajnokság.            | Nem volt országos kiterjesztésű bajnokság.            | Nem volt országos kiterjesztésű bajnokság.            | Nem volt országos kiterjesztésű bajnokság.            | Nem volt országos kiterjesztésű bajnokság.            | Nem volt országos kiterjesztésű bajnokság.            | Nem volt országos kiterjesztésű bajnokság.            | Nem volt országos kiterjesztésű bajnokság.            | Nem volt országos kiterjesztésű bajnokság.            | Döntő                                                 | Campeonato Centro                                     | 1.                                                    | Santiago Bernabéu                                     | 4                                                     |
| 1916-17   | Nem volt országos kiterjesztésű bajnokság.            | Nem volt országos kiterjesztésű bajnokság.            | Nem volt országos kiterjesztésű bajnokság.            | Nem volt országos kiterjesztésű bajnokság.            | Nem volt országos kiterjesztésű bajnokság.            | Nem volt országos kiterjesztésű bajnokság.            | Nem volt országos kiterjesztésű bajnokság.            | Nem volt országos kiterjesztésű bajnokság.            | Nem volt országos kiterjesztésű bajnokság.            | Győztes                                               | Campeonato Centro                                     | 1.                                                    | Santiago Bernabéu                                     | 9                                                     |
| 1917-18   | Nem volt országos kiterjesztésű bajnokság.            | Nem volt országos kiterjesztésű bajnokság.            | Nem volt országos kiterjesztésű bajnokság.            | Nem volt országos kiterjesztésű bajnokság.            | Nem volt országos kiterjesztésű bajnokság.            | Nem volt országos kiterjesztésű bajnokság.            | Nem volt országos kiterjesztésű bajnokság.            | Nem volt országos kiterjesztésű bajnokság.            | Nem volt országos kiterjesztésű bajnokság.            | Döntős                                                | Campeonato Centro                                     | 1.                                                    | Santiago Bernabéu Manuel Posada                       | 4                                                     |
| 1918-19   | Nem volt országos kiterjesztésű bajnokság.            | Nem volt országos kiterjesztésű bajnokság.            | Nem volt országos kiterjesztésű bajnokság.            | Nem volt országos kiterjesztésű bajnokság.            | Nem volt országos kiterjesztésű bajnokság.            | Nem volt országos kiterjesztésű bajnokság.            | Nem volt országos kiterjesztésű bajnokság.            | Nem volt országos kiterjesztésű bajnokság.            | Nem volt országos kiterjesztésű bajnokság.            | [ 7 ]                                                 | Campeonato Centro                                     | 2.                                                    | —                                                     | —                                                     |
| 1919-20   | Nem volt országos kiterjesztésű bajnokság.            | Nem volt országos kiterjesztésű bajnokság.            | Nem volt országos kiterjesztésű bajnokság.            | Nem volt országos kiterjesztésű bajnokság.            | Nem volt országos kiterjesztésű bajnokság.            | Nem volt országos kiterjesztésű bajnokság.            | Nem volt országos kiterjesztésű bajnokság.            | Nem volt országos kiterjesztésű bajnokság.            | Nem volt országos kiterjesztésű bajnokság.            | Negyeddöntő                                           | Campeonato Centro                                     | 1.                                                    | Juan Monjardín Francisco González                     | 1                                                     |
| 1920-21   | Nem volt országos kiterjesztésű bajnokság.            | Nem volt országos kiterjesztésű bajnokság.            | Nem volt országos kiterjesztésű bajnokság.            | Nem volt országos kiterjesztésű bajnokság.            | Nem volt országos kiterjesztésű bajnokság.            | Nem volt országos kiterjesztésű bajnokság.            | Nem volt országos kiterjesztésű bajnokság.            | Nem volt országos kiterjesztésű bajnokság.            | Nem volt országos kiterjesztésű bajnokság.            | [ 7 ]                                                 | Campeonato Centro                                     | 2.                                                    | —                                                     | —                                                     |
| 1921-22   | Nem volt országos kiterjesztésű bajnokság.            | Nem volt országos kiterjesztésű bajnokság.            | Nem volt országos kiterjesztésű bajnokság.            | Nem volt országos kiterjesztésű bajnokság.            | Nem volt országos kiterjesztésű bajnokság.            | Nem volt országos kiterjesztésű bajnokság.            | Nem volt országos kiterjesztésű bajnokság.            | Nem volt országos kiterjesztésű bajnokság.            | Nem volt országos kiterjesztésű bajnokság.            | Elődöntő                                              | Campeonato Centro                                     | 1.                                                    | Juan Monjardín                                        | 8                                                     |
| 1922-23   | Nem volt országos kiterjesztésű bajnokság.            | Nem volt országos kiterjesztésű bajnokság.            | Nem volt országos kiterjesztésű bajnokság.            | Nem volt országos kiterjesztésű bajnokság.            | Nem volt országos kiterjesztésű bajnokság.            | Nem volt országos kiterjesztésű bajnokság.            | Nem volt országos kiterjesztésű bajnokság.            | Nem volt országos kiterjesztésű bajnokság.            | Nem volt országos kiterjesztésű bajnokság.            | Negyeddöntő                                           | Campeonato Centro                                     | 1.                                                    | Santiago Bernabéu                                     | 1                                                     |
| 1923-24   | Nem volt országos kiterjesztésű bajnokság.            | Nem volt országos kiterjesztésű bajnokság.            | Nem volt országos kiterjesztésű bajnokság.            | Nem volt országos kiterjesztésű bajnokság.            | Nem volt országos kiterjesztésű bajnokság.            | Nem volt országos kiterjesztésű bajnokság.            | Nem volt országos kiterjesztésű bajnokság.            | Nem volt országos kiterjesztésű bajnokság.            | Nem volt országos kiterjesztésű bajnokság.            | Döntős                                                | Campeonato Centro                                     | 1.                                                    | Juan Monjardín                                        | 5                                                     |
| 1924-25   | Nem volt országos kiterjesztésű bajnokság.            | Nem volt országos kiterjesztésű bajnokság.            | Nem volt országos kiterjesztésű bajnokság.            | Nem volt országos kiterjesztésű bajnokság.            | Nem volt országos kiterjesztésű bajnokság.            | Nem volt országos kiterjesztésű bajnokság.            | Nem volt országos kiterjesztésű bajnokság.            | Nem volt országos kiterjesztésű bajnokság.            | Nem volt országos kiterjesztésű bajnokság.            | [ 7 ]                                                 | Campeonato Centro                                     | 2.                                                    | —                                                     | —                                                     |
| 1925-26   | Nem volt országos kiterjesztésű bajnokság.            | Nem volt országos kiterjesztésű bajnokság.            | Nem volt országos kiterjesztésű bajnokság.            | Nem volt országos kiterjesztésű bajnokság.            | Nem volt országos kiterjesztésű bajnokság.            | Nem volt országos kiterjesztésű bajnokság.            | Nem volt országos kiterjesztésű bajnokság.            | Nem volt országos kiterjesztésű bajnokság.            | Nem volt országos kiterjesztésű bajnokság.            | Negyeddöntő                                           | Campeonato Centro                                     | 1.                                                    | Juan Monjardín                                        | 5                                                     |
| 1926-27   | Nem volt országos kiterjesztésű bajnokság.            | Nem volt országos kiterjesztésű bajnokság.            | Nem volt országos kiterjesztésű bajnokság.            | Nem volt országos kiterjesztésű bajnokság.            | Nem volt országos kiterjesztésű bajnokság.            | Nem volt országos kiterjesztésű bajnokság.            | Nem volt országos kiterjesztésű bajnokság.            | Nem volt országos kiterjesztésű bajnokság.            | Nem volt országos kiterjesztésű bajnokság.            | Elődöntő                                              | Campeonato Centro                                     | 1.                                                    | Luis Uribe                                            | 10                                                    |
| 1927-28   | Nem volt országos kiterjesztésű bajnokság.            | Nem volt országos kiterjesztésű bajnokság.            | Nem volt országos kiterjesztésű bajnokság.            | Nem volt országos kiterjesztésű bajnokság.            | Nem volt országos kiterjesztésű bajnokság.            | Nem volt országos kiterjesztésű bajnokság.            | Nem volt országos kiterjesztésű bajnokság.            | Nem volt országos kiterjesztésű bajnokság.            | Nem volt országos kiterjesztésű bajnokság.            | Negyeddöntő                                           | Campeonato Centro                                     | 1.                                                    | Luis Uribe                                            | 8                                                     |
| 1929      | La Liga                                               | 2.                                                    | 18                                                    | 11                                                    | 1                                                     | 6                                                     | 40                                                    | 27                                                    | 23                                                    | Döntős                                                | Campeonato Centro                                     | 1.                                                    | Gaspar Rubio                                          | 22                                                    |
| 1929-30   | La Liga                                               | 5.                                                    | 18                                                    | 7                                                     | 3                                                     | 8                                                     | 45                                                    | 42                                                    | 17                                                    | Döntős                                                | Campeonato Centro                                     | 1.                                                    | Gaspar Rubio                                          | 27                                                    |
| 1930-31   | La Liga                                               | 6.                                                    | 18                                                    | 7                                                     | 4                                                     | 7                                                     | 24                                                    | 27                                                    | 18                                                    | Negyeddöntő                                           | Campeonato Centro                                     | 1.                                                    | Mariano de la Puerta                                  | 6                                                     |
| 1931-32   | La Liga                                               | 1.                                                    | 18                                                    | 10                                                    | 8                                                     | 0                                                     | 37                                                    | 15                                                    | 28                                                    | Nyolcaddöntő                                          | Campeonato Centro                                     | 1.                                                    | Manuel Olivares                                       | 11                                                    |
| 1932-33   | La Liga                                               | 1.                                                    | 18                                                    | 13                                                    | 2                                                     | 3                                                     | 49                                                    | 17                                                    | 28                                                    | Döntő                                                 | Campeonato Centro                                     | 1.                                                    | Manuel Olivares                                       | 24                                                    |
| 1933-34   | La Liga                                               | 2.                                                    | 18                                                    | 10                                                    | 2                                                     | 6                                                     | 41                                                    | 29                                                    | 22                                                    | Győztes                                               | Campeonato Centro                                     | 1.                                                    | Luis Regueiro                                         | 13                                                    |
| 1934-35   | La Liga                                               | 2.                                                    | 22                                                    | 16                                                    | 1                                                     | 5                                                     | 61                                                    | 34                                                    | 33                                                    | Nyolcaddöntő                                          | Campeonato Centro                                     | 1.                                                    | Fernando Sañudo                                       | 21                                                    |
| 1935-36   | La Liga                                               | 2.                                                    | 22                                                    | 13                                                    | 3                                                     | 6                                                     | 62                                                    | 35                                                    | 29                                                    | Győztes                                               | Campeonato Centro                                     | 1.                                                    | Fernando Sañudo                                       | 28                                                    |
| 1936-37   | A spanyol polgárháború miatt nem rendeztek mérkőzést. | A spanyol polgárháború miatt nem rendeztek mérkőzést. | A spanyol polgárháború miatt nem rendeztek mérkőzést. | A spanyol polgárháború miatt nem rendeztek mérkőzést. | A spanyol polgárháború miatt nem rendeztek mérkőzést. | A spanyol polgárháború miatt nem rendeztek mérkőzést. | A spanyol polgárháború miatt nem rendeztek mérkőzést. | A spanyol polgárháború miatt nem rendeztek mérkőzést. | A spanyol polgárháború miatt nem rendeztek mérkőzést. | A spanyol polgárháború miatt nem rendeztek mérkőzést. | A spanyol polgárháború miatt nem rendeztek mérkőzést. | A spanyol polgárháború miatt nem rendeztek mérkőzést. | A spanyol polgárháború miatt nem rendeztek mérkőzést. | A spanyol polgárháború miatt nem rendeztek mérkőzést. |
| 1937-38   | A spanyol polgárháború miatt nem rendeztek mérkőzést. | A spanyol polgárháború miatt nem rendeztek mérkőzést. | A spanyol polgárháború miatt nem rendeztek mérkőzést. | A spanyol polgárháború miatt nem rendeztek mérkőzést. | A spanyol polgárháború miatt nem rendeztek mérkőzést. | A spanyol polgárháború miatt nem rendeztek mérkőzést. | A spanyol polgárháború miatt nem rendeztek mérkőzést. | A spanyol polgárháború miatt nem rendeztek mérkőzést. | A spanyol polgárháború miatt nem rendeztek mérkőzést. | A spanyol polgárháború miatt nem rendeztek mérkőzést. | A spanyol polgárháború miatt nem rendeztek mérkőzést. | A spanyol polgárháború miatt nem rendeztek mérkőzést. | A spanyol polgárháború miatt nem rendeztek mérkőzést. | A spanyol polgárháború miatt nem rendeztek mérkőzést. |
| 1938-39   | A spanyol polgárháború miatt nem rendeztek mérkőzést. | A spanyol polgárháború miatt nem rendeztek mérkőzést. | A spanyol polgárháború miatt nem rendeztek mérkőzést. | A spanyol polgárháború miatt nem rendeztek mérkőzést. | A spanyol polgárháború miatt nem rendeztek mérkőzést. | A spanyol polgárháború miatt nem rendeztek mérkőzést. | A spanyol polgárháború miatt nem rendeztek mérkőzést. | A spanyol polgárháború miatt nem rendeztek mérkőzést. | A spanyol polgárháború miatt nem rendeztek mérkőzést. | A spanyol polgárháború miatt nem rendeztek mérkőzést. | A spanyol polgárháború miatt nem rendeztek mérkőzést. | A spanyol polgárháború miatt nem rendeztek mérkőzést. | A spanyol polgárháború miatt nem rendeztek mérkőzést. | A spanyol polgárháború miatt nem rendeztek mérkőzést. |
| 1939-40   | La Liga                                               | 4.                                                    | 22                                                    | 12                                                    | 1                                                     | 9                                                     | 47                                                    | 35                                                    | 25                                                    | Döntő                                                 | Campeonato Centro                                     | 2.                                                    | Manuel Alday                                          | 24                                                    |
| 1940-41   | La Liga                                               | 6.                                                    | 22                                                    | 11                                                    | 2                                                     | 9                                                     | 51                                                    | 38                                                    | 24                                                    | Nyolcaddöntő                                          | —                                                     | —                                                     | Manuel Alday                                          | 14                                                    |
| 1941-42   | La Liga                                               | 2.                                                    | 26                                                    | 14                                                    | 5                                                     | 7                                                     | 65                                                    | 43                                                    | 33                                                    | Negyeddöntő                                           | —                                                     | —                                                     | Manuel Alday                                          | 24                                                    |
| 1942-43   | La Liga                                               | 10.                                                   | 26                                                    | 10                                                    | 5                                                     | 11                                                    | 52                                                    | 50                                                    | 25                                                    | Döntő                                                 | —                                                     | —                                                     | Manuel Alday                                          | 17                                                    |
| 1943-44   | La Liga                                               | 7.                                                    | 26                                                    | 11                                                    | 6                                                     | 9                                                     | 48                                                    | 38                                                    | 28                                                    | Nyolcaddöntő                                          | —                                                     | —                                                     | Sabino Barinaga                                       | 21                                                    |
| 1944-45   | La Liga                                               | 2.                                                    | 26                                                    | 18                                                    | 2                                                     | 6                                                     | 68                                                    | 35                                                    | 38                                                    | Nyolcaddöntő                                          | —                                                     | —                                                     | Sabino Barinaga                                       | 19                                                    |
| 1945-46   | La Liga                                               | 4.                                                    | 26                                                    | 11                                                    | 9                                                     | 6                                                     | 46                                                    | 30                                                    | 31                                                    | Győztes                                               | —                                                     | —                                                     | Pruden                                                | 29                                                    |
| 1946-47   | La Liga                                               | 7.                                                    | 26                                                    | 11                                                    | 5                                                     | 10                                                    | 62                                                    | 56                                                    | 27                                                    | Győztes                                               | —                                                     | —                                                     | Pruden                                                | 29                                                    |
| 1947-48   | La Liga                                               | 11.                                                   | 26                                                    | 7                                                     | 7                                                     | 12                                                    | 41                                                    | 56                                                    | 21                                                    | Nyolcaddöntő                                          | Copa Eva Duarte                                       | Győztes                                               | Luis Molowny                                          | 9                                                     |
| 1948-49   | La Liga                                               | 3.                                                    | 26                                                    | 15                                                    | 4                                                     | 7                                                     | 67                                                    | 42                                                    | 34                                                    | Nyolcaddöntő                                          | —                                                     | —                                                     | Pahiño                                                | 21                                                    |
| 1949-50   | La Liga                                               | 4.                                                    | 26                                                    | 11                                                    | 9                                                     | 6                                                     | 60                                                    | 49                                                    | 31                                                    | Elődöntő                                              | —                                                     | —                                                     | Pahiño                                                | 19                                                    |
| 1950-51   | La Liga                                               | 9.                                                    | 30                                                    | 13                                                    | 5                                                     | 12                                                    | 80                                                    | 71                                                    | 31                                                    | Elődöntő                                              | —                                                     | —                                                     | Pahiño                                                | 22                                                    |
| 1951-52   | La Liga                                               | 3.                                                    | 30                                                    | 16                                                    | 6                                                     | 8                                                     | 79                                                    | 50                                                    | 38                                                    | Elődöntő                                              | —                                                     | —                                                     | Pahiño                                                | 35                                                    |
| 1952-53   | La Liga                                               | 3.                                                    | 30                                                    | 18                                                    | 3                                                     | 9                                                     | 67                                                    | 49                                                    | 39                                                    | Elődöntő                                              | —                                                     | —                                                     | Pahiño                                                | 34                                                    |
| 1953-54   | La Liga                                               | 1.                                                    | 30                                                    | 17                                                    | 6                                                     | 7                                                     | 72                                                    | 41                                                    | 40                                                    | Elődöntő                                              | —                                                     | —                                                     | Alfredo Di Stéfano                                    | 27                                                    |
| 1954-55   | La Liga                                               | 1.                                                    | 30                                                    | 20                                                    | 6                                                     | 4                                                     | 80                                                    | 31                                                    | 46                                                    | Elődöntő                                              | Latin kupa                                            | Győztes                                               | Alfredo Di Stéfano                                    | 25                                                    |
| 1955-56   | La Liga                                               | 3.                                                    | 30                                                    | 18                                                    | 2                                                     | 10                                                    | 81                                                    | 39                                                    | 38                                                    | Elődöntő                                              | BEK                                                   | Győztes                                               | Alfredo Di Stéfano                                    | 43                                                    |
| 1956–57   | La Liga                                               | 1.                                                    | 30                                                    | 20                                                    | 4                                                     | 6                                                     | 74                                                    | 35                                                    | 44                                                    | Negyeddöntő                                           | BEK                                                   | Győztes                                               | Alfredo Di Stéfano                                    | 43                                                    |
| 1956–57   | La Liga                                               | 1.                                                    | 30                                                    | 20                                                    | 4                                                     | 6                                                     | 74                                                    | 35                                                    | 44                                                    | Negyeddöntő                                           | Latin kupa                                            | Győztes                                               | Alfredo Di Stéfano                                    | 43                                                    |
| 1957-58   | La Liga                                               | 1.                                                    | 30                                                    | 20                                                    | 5                                                     | 5                                                     | 71                                                    | 26                                                    | 45                                                    | Döntő                                                 | BEK                                                   | Győztes                                               | Alfredo Di Stéfano                                    | 36                                                    |
| 1958-59   | La Liga                                               | 2.                                                    | 30                                                    | 21                                                    | 5                                                     | 4                                                     | 89                                                    | 29                                                    | 47                                                    | Elődöntő                                              | BEK                                                   | Győztes                                               | Alfredo Di Stéfano                                    | 34                                                    |
| 1959-60   | La Liga                                               | 2.                                                    | 30                                                    | 21                                                    | 4                                                     | 5                                                     | 92                                                    | 36                                                    | 46                                                    | Döntő                                                 | BEK                                                   | Győztes                                               | Puskás Ferenc                                         | 48                                                    |
| 1960-61   | La Liga                                               | 1.                                                    | 30                                                    | 24                                                    | 4                                                     | 2                                                     | 89                                                    | 25                                                    | 52                                                    | Döntő                                                 | BEK                                                   | Nyolcaddöntő                                          | Puskás Ferenc                                         | 44                                                    |
| 1960-61   | La Liga                                               | 1.                                                    | 30                                                    | 24                                                    | 4                                                     | 2                                                     | 89                                                    | 25                                                    | 52                                                    | Döntő                                                 | Interkontinentális kupa                               | Győztes                                               | Puskás Ferenc                                         | 44                                                    |
| 1961-62   | La Liga                                               | 1.                                                    | 30                                                    | 19                                                    | 5                                                     | 6                                                     | 58                                                    | 24                                                    | 43                                                    | Győztes                                               | BEK                                                   | Döntő                                                 | Puskás Ferenc                                         | 38                                                    |
| 1962-63   | La Liga                                               | 1.                                                    | 30                                                    | 23                                                    | 3                                                     | 4                                                     | 83                                                    | 33                                                    | 49                                                    | Elődöntő                                              | BEK                                                   | Nyolcaddöntő                                          | Puskás Ferenc                                         | 31                                                    |
| 1963-64   | La Liga                                               | 1.                                                    | 30                                                    | 22                                                    | 2                                                     | 6                                                     | 61                                                    | 23                                                    | 46                                                    | Negyeddöntő                                           | BEK                                                   | Döntő                                                 | Puskás Ferenc                                         | 28                                                    |
| 1964-65   | La Liga                                               | 1.                                                    | 30                                                    | 21                                                    | 5                                                     | 4                                                     | 64                                                    | 18                                                    | 47                                                    | Nyolcaddöntő                                          | BEK                                                   | Negyeddöntő                                           | Ramón Grosso                                          | 23                                                    |
| 1965-66   | La Liga                                               | 2.                                                    | 30                                                    | 19                                                    | 5                                                     | 6                                                     | 53                                                    | 30                                                    | 43                                                    | Negyeddöntő                                           | BEK                                                   | Győztes                                               | Francisco Gento                                       | 15                                                    |
| 1966-67   | La Liga                                               | 1.                                                    | 30                                                    | 19                                                    | 9                                                     | 2                                                     | 58                                                    | 22                                                    | 47                                                    | Negyeddöntő                                           | BEK                                                   | Negyeddöntő                                           | Ramón Grosso                                          | 13                                                    |
| 1966-67   | La Liga                                               | 1.                                                    | 30                                                    | 19                                                    | 9                                                     | 2                                                     | 58                                                    | 22                                                    | 47                                                    | Negyeddöntő                                           | Interkontinentális kupa                               | Döntő                                                 | Ramón Grosso                                          | 13                                                    |
| 1967-68   | La Liga                                               | 1.                                                    | 30                                                    | 16                                                    | 10                                                    | 4                                                     | 55                                                    | 26                                                    | 42                                                    | Döntő                                                 | BEK                                                   | Elődöntő                                              | Amancio Amaro                                         | 19                                                    |
| 1968-69   | La Liga                                               | 1.                                                    | 30                                                    | 18                                                    | 11                                                    | 1                                                     | 46                                                    | 21                                                    | 47                                                    | Nyolcaddöntő                                          | BEK                                                   | Nyolcaddöntő                                          | Amancio Amaro                                         | 15                                                    |
| 1969-70   | La Liga                                               | 5.                                                    | 30                                                    | 13                                                    | 9                                                     | 8                                                     | 50                                                    | 42                                                    | 35                                                    | Győztes                                               | BEK                                                   | Nyolcaddöntő                                          | Amancio Amaro                                         | 23                                                    |
| 1970-71   | La Liga                                               | 4.                                                    | 30                                                    | 17                                                    | 7                                                     | 6                                                     | 46                                                    | 24                                                    | 41                                                    | 32-es főtábla                                         | KEK                                                   | Döntő                                                 | Pirri                                                 | 16                                                    |
| 1971-72   | La Liga                                               | 1.                                                    | 34                                                    | 19                                                    | 9                                                     | 6                                                     | 51                                                    | 27                                                    | 47                                                    | Elődöntő                                              | UEFA-kupa                                             | 32-es főtábla                                         | Santillana                                            | 15                                                    |
| 1972-73   | La Liga                                               | 4.                                                    | 34                                                    | 17                                                    | 9                                                     | 8                                                     | 45                                                    | 29                                                    | 43                                                    | Nyolcaddöntő                                          | BEK                                                   | Elődöntő                                              | Santillana                                            | 15                                                    |
| 1973-74   | La Liga                                               | 8.                                                    | 34                                                    | 13                                                    | 8                                                     | 13                                                    | 48                                                    | 38                                                    | 34                                                    | Győztes                                               | UEFA-kupa                                             | 64-es főtábla                                         | Oscar Más Pirri                                       | 11                                                    |
| 1974-75   | La Liga                                               | 1.                                                    | 34                                                    | 20                                                    | 10                                                    | 4                                                     | 66                                                    | 34                                                    | 50                                                    | Győztes                                               | KEK                                                   | Negyeddöntő                                           | Juan Martínez Martínez Santillana                     | 23                                                    |
| 1975-76   | La Liga                                               | 1.                                                    | 34                                                    | 20                                                    | 8                                                     | 6                                                     | 54                                                    | 26                                                    | 48                                                    | Nyolcaddöntő                                          | BEK                                                   | Elődöntő                                              | Santillana                                            | 18                                                    |
| 1976-77   | La Liga                                               | 9.                                                    | 34                                                    | 12                                                    | 10                                                    | 12                                                    | 57                                                    | 53                                                    | 34                                                    | 32-es főtábla                                         | BEK                                                   | Nyolcaddöntő                                          | Pirri                                                 | 14                                                    |
| 1977-78   | La Liga                                               | 1.                                                    | 34                                                    | 22                                                    | 3                                                     | 9                                                     | 77                                                    | 40                                                    | 47                                                    | Nyolcaddöntő                                          | —                                                     | —                                                     | Santillana                                            | 28                                                    |
| 1978-79   | La Liga                                               | 1.                                                    | 34                                                    | 16                                                    | 15                                                    | 3                                                     | 61                                                    | 36                                                    | 47                                                    | Döntő                                                 | BEK                                                   | Nyolcaddöntő                                          | Santillana                                            | 26                                                    |
| 1979-80   | La Liga                                               | 1.                                                    | 34                                                    | 22                                                    | 9                                                     | 3                                                     | 70                                                    | 33                                                    | 53                                                    | Győztes                                               | BEK                                                   | Elődöntő                                              | Santillana                                            | 29                                                    |
| 1980-81   | La Liga                                               | 2.                                                    | 34                                                    | 20                                                    | 5                                                     | 9                                                     | 66                                                    | 37                                                    | 45                                                    | Negyeddöntő                                           | BEK                                                   | Döntő                                                 | Juanito                                               | 23                                                    |
| 1981-82   | La Liga                                               | 3.                                                    | 34                                                    | 18                                                    | 8                                                     | 8                                                     | 57                                                    | 34                                                    | 44                                                    | Győztes                                               | UEFA-kupa                                             | Negyeddöntő                                           | Juanito                                               | 12                                                    |
| 1982-83   | La Liga                                               | 2.                                                    | 34                                                    | 20                                                    | 9                                                     | 5                                                     | 57                                                    | 25                                                    | 49                                                    | Döntő                                                 | KEK                                                   | Döntő                                                 | Santillana                                            | 29                                                    |
| 1982-83   | La Liga                                               | 2.                                                    | 34                                                    | 20                                                    | 9                                                     | 5                                                     | 57                                                    | 25                                                    | 49                                                    | Döntő                                                 | Supercopa de España                                   | Döntő                                                 | Santillana                                            | 29                                                    |
| 1982-83   | La Liga                                               | 2.                                                    | 34                                                    | 20                                                    | 9                                                     | 5                                                     | 57                                                    | 25                                                    | 49                                                    | Döntő                                                 | Copa de la Liga                                       | Döntő                                                 | Santillana                                            | 29                                                    |
| 1983-84   | La Liga                                               | 2.                                                    | 34                                                    | 22                                                    | 5                                                     | 7                                                     | 59                                                    | 37                                                    | 49                                                    | Elődöntő                                              | UEFA-kupa                                             | R64                                                   | Juanito                                               | 21                                                    |
| 1984-85   | La Liga                                               | 5.                                                    | 34                                                    | 13                                                    | 10                                                    | 11                                                    | 46                                                    | 36                                                    | 36                                                    | Nyolcaddöntő                                          | UEFA-kupa                                             | Győztes                                               | Jorge Valdano                                         | 23                                                    |
| 1984-85   | La Liga                                               | 5.                                                    | 34                                                    | 13                                                    | 10                                                    | 11                                                    | 46                                                    | 36                                                    | 36                                                    | Nyolcaddöntő                                          | Copa de la Liga                                       | Győztes                                               | Jorge Valdano                                         | 23                                                    |
| 1985-86   | La Liga                                               | 1.                                                    | 34                                                    | 26                                                    | 4                                                     | 4                                                     | 83                                                    | 33                                                    | 56                                                    | Elődöntő                                              | UEFA-kupa                                             | Győztes                                               | Hugo Sánchez                                          | 29                                                    |
| 1986-87   | La Liga                                               | 1.                                                    | 44                                                    | 27                                                    | 12                                                    | 5                                                     | 84                                                    | 37                                                    | 66                                                    | Elődöntő                                              | BEK                                                   | Elődöntő                                              | Hugo Sánchez                                          | 43                                                    |
| 1987-88   | La Liga                                               | 1.                                                    | 38                                                    | 28                                                    | 6                                                     | 4                                                     | 95                                                    | 26                                                    | 62                                                    | Elődöntő                                              | BEK                                                   | Elődöntő                                              | Hugo Sánchez                                          | 35                                                    |
| 1988-89   | La Liga                                               | 1.                                                    | 38                                                    | 25                                                    | 12                                                    | 1                                                     | 91                                                    | 37                                                    | 62                                                    | Győztes                                               | BEK                                                   | Elődöntő                                              | Hugo Sánchez                                          | 35                                                    |
| 1988-89   | La Liga                                               | 1.                                                    | 38                                                    | 25                                                    | 12                                                    | 1                                                     | 91                                                    | 37                                                    | 62                                                    | Győztes                                               | Supercopa de España                                   | Győztes                                               | Hugo Sánchez                                          | 35                                                    |
| 1989-90   | La Liga                                               | 1.                                                    | 38                                                    | 26                                                    | 10                                                    | 2                                                     | 107                                                   | 38                                                    | 62                                                    | Döntő                                                 | BEK                                                   | Nyolcaddöntő                                          | Hugo Sánchez                                          | 42                                                    |
| 1989-90   | La Liga                                               | 1.                                                    | 38                                                    | 26                                                    | 10                                                    | 2                                                     | 107                                                   | 38                                                    | 62                                                    | Döntő                                                 | Supercopa de España                                   | Győztes                                               | Hugo Sánchez                                          | 42                                                    |
| 1990-91   | La Liga                                               | 3rd                                                   | 38                                                    | 20                                                    | 6                                                     | 12                                                    | 63                                                    | 37                                                    | 46                                                    | Nyolcaddöntő                                          | BEK                                                   | Negyeddöntő                                           | Emilio Butragueño                                     | 25                                                    |
| 1990-91   | La Liga                                               | 3rd                                                   | 38                                                    | 20                                                    | 6                                                     | 12                                                    | 63                                                    | 37                                                    | 46                                                    | Nyolcaddöntő                                          | Supercopa de España                                   | Győztes                                               | Emilio Butragueño                                     | 25                                                    |
| 1991-92   | La Liga                                               | 2.                                                    | 38                                                    | 23                                                    | 8                                                     | 7                                                     | 78                                                    | 32                                                    | 54                                                    | Döntő                                                 | UEFA-kupa                                             | Elődöntő                                              | Fernando Hierro                                       | 26                                                    |
| 1992-93   | La Liga                                               | 2.                                                    | 38                                                    | 24                                                    | 9                                                     | 5                                                     | 75                                                    | 28                                                    | 57                                                    | Győztes                                               | UEFA-kupa                                             | Negyeddöntő                                           | Iván Zamorano                                         | 37                                                    |
| 1993-94   | La Liga                                               | 4.                                                    | 38                                                    | 19                                                    | 7                                                     | 12                                                    | 61                                                    | 50                                                    | 45                                                    | Negyeddöntő                                           | KEK                                                   | Negyeddöntő                                           | Iván Zamorano                                         | 17                                                    |
| 1993-94   | La Liga                                               | 4.                                                    | 38                                                    | 19                                                    | 7                                                     | 12                                                    | 61                                                    | 50                                                    | 45                                                    | Negyeddöntő                                           | Copa Iberoamericana                                   | Győztes                                               | Iván Zamorano                                         | 17                                                    |
| 1993-94   | La Liga                                               | 4.                                                    | 38                                                    | 19                                                    | 7                                                     | 12                                                    | 61                                                    | 50                                                    | 45                                                    | Negyeddöntő                                           | Supercopa de España                                   | Győztes                                               | Iván Zamorano                                         | 17                                                    |
| 1994-95   | La Liga                                               | 1.                                                    | 38                                                    | 23                                                    | 9                                                     | 6                                                     | 76                                                    | 29                                                    | 55                                                    | Nyolcaddöntő                                          | UEFA-kupa                                             | Nyolcaddöntő                                          | Iván Zamorano                                         | 31                                                    |
| 1995-96   | La Liga                                               | 6.                                                    | 42                                                    | 20                                                    | 10                                                    | 12                                                    | 75                                                    | 51                                                    | 70                                                    | Nyolcaddöntő                                          | BL                                                    | Negyeddöntő                                           | Raúl                                                  | 26                                                    |
| 1995-96   | La Liga                                               | 6.                                                    | 42                                                    | 20                                                    | 10                                                    | 12                                                    | 75                                                    | 51                                                    | 70                                                    | Nyolcaddöntő                                          | Supercopa de España                                   | Döntő                                                 | Raúl                                                  | 26                                                    |
| 1996-97   | La Liga                                               | 1.                                                    | 42                                                    | 27                                                    | 11                                                    | 4                                                     | 85                                                    | 36                                                    | 92                                                    | Nyolcaddöntő                                          | —                                                     | —                                                     | Davor Šuker                                           | 29                                                    |
| 1997-98   | La Liga                                               | 4.                                                    | 38                                                    | 17                                                    | 12                                                    | 9                                                     | 63                                                    | 45                                                    | 63                                                    | Nyolcaddöntő                                          | BL                                                    | Győztes                                               | Fernando Morientes                                    | 16                                                    |
| 1997-98   | La Liga                                               | 4.                                                    | 38                                                    | 17                                                    | 12                                                    | 9                                                     | 63                                                    | 45                                                    | 63                                                    | Nyolcaddöntő                                          | Supercopa de España                                   | Győztes                                               | Fernando Morientes                                    | 16                                                    |
| 1998-99   | La Liga                                               | 2.                                                    | 38                                                    | 21                                                    | 5                                                     | 12                                                    | 77                                                    | 62                                                    | 68                                                    | Elődöntő                                              | BL                                                    | Negyeddöntő                                           | Raúl                                                  | 29                                                    |
| 1998-99   | La Liga                                               | 2.                                                    | 38                                                    | 21                                                    | 5                                                     | 12                                                    | 77                                                    | 62                                                    | 68                                                    | Elődöntő                                              | UEFA-szuperkupa                                       | Döntő                                                 | Raúl                                                  | 29                                                    |
| 1998-99   | La Liga                                               | 2.                                                    | 38                                                    | 21                                                    | 5                                                     | 12                                                    | 77                                                    | 62                                                    | 68                                                    | Elődöntő                                              | Interkontinentális kupa                               | Győztes                                               | Raúl                                                  | 29                                                    |
| 1999-2000 | La Liga                                               | 5.                                                    | 38                                                    | 16                                                    | 14                                                    | 8                                                     | 58                                                    | 48                                                    | 62                                                    | Negyeddöntő                                           | BL                                                    | Győztes                                               | Raúl                                                  | 29                                                    |
| 1999-2000 | La Liga                                               | 5.                                                    | 38                                                    | 16                                                    | 14                                                    | 8                                                     | 58                                                    | 48                                                    | 62                                                    | Negyeddöntő                                           | Klubvilágbajnokság                                    | Elődöntő                                              | Raúl                                                  | 29                                                    |
| 2000-01   | La Liga                                               | 1.                                                    | 38                                                    | 24                                                    | 8                                                     | 6                                                     | 81                                                    | 40                                                    | 80                                                    | 64-es főtábla                                         | BL                                                    | Elődöntő                                              | Raúl                                                  | 32                                                    |
| 2000-01   | La Liga                                               | 1.                                                    | 38                                                    | 24                                                    | 8                                                     | 6                                                     | 81                                                    | 40                                                    | 80                                                    | 64-es főtábla                                         | UEFA-szuperkupa                                       | Döntő                                                 | Raúl                                                  | 32                                                    |
| 2000-01   | La Liga                                               | 1.                                                    | 38                                                    | 24                                                    | 8                                                     | 6                                                     | 81                                                    | 40                                                    | 80                                                    | 64-es főtábla                                         | Interkontinentális kupa                               | Döntő                                                 | Raúl                                                  | 32                                                    |
| 2001-02   | La Liga                                               | 3.                                                    | 38                                                    | 19                                                    | 9                                                     | 10                                                    | 69                                                    | 44                                                    | 66                                                    | Döntő                                                 | BL                                                    | Győztes                                               | Raúl                                                  | 29                                                    |
| 2001-02   | La Liga                                               | 3.                                                    | 38                                                    | 19                                                    | 9                                                     | 10                                                    | 69                                                    | 44                                                    | 66                                                    | Döntő                                                 | Supercopa de España                                   | Győztes                                               | Raúl                                                  | 29                                                    |
| 2002-03   | La Liga                                               | 1.                                                    | 38                                                    | 22                                                    | 12                                                    | 4                                                     | 86                                                    | 42                                                    | 78                                                    | Negyeddöntő                                           | BL                                                    | Elődöntő                                              | Ronaldo                                               | 30                                                    |
| 2002-03   | La Liga                                               | 1.                                                    | 38                                                    | 22                                                    | 12                                                    | 4                                                     | 86                                                    | 42                                                    | 78                                                    | Negyeddöntő                                           | UEFA-szuperkupa                                       | Győztes                                               | Ronaldo                                               | 30                                                    |
| 2002-03   | La Liga                                               | 1.                                                    | 38                                                    | 22                                                    | 12                                                    | 4                                                     | 86                                                    | 42                                                    | 78                                                    | Negyeddöntő                                           | Interkontinentális kupa                               | Győztes                                               | Ronaldo                                               | 30                                                    |
| 2003-04   | La Liga                                               | 4.                                                    | 38                                                    | 21                                                    | 7                                                     | 10                                                    | 72                                                    | 54                                                    | 70                                                    | Döntő                                                 | BL                                                    | Negyeddöntő                                           | Ronaldo                                               | 31                                                    |
| 2003-04   | La Liga                                               | 4.                                                    | 38                                                    | 21                                                    | 7                                                     | 10                                                    | 72                                                    | 54                                                    | 70                                                    | Döntő                                                 | Supercopa de España                                   | Győztes                                               | Ronaldo                                               | 31                                                    |
| 2004-05   | La Liga                                               | 2.                                                    | 38                                                    | 25                                                    | 5                                                     | 8                                                     | 71                                                    | 32                                                    | 80                                                    | Nyolcaddöntő                                          | BL                                                    | Nyolcaddöntő                                          | Ronaldo                                               | 24                                                    |
| 2005-06   | La Liga                                               | 2.                                                    | 38                                                    | 20                                                    | 10                                                    | 8                                                     | 70                                                    | 40                                                    | 70                                                    | Elődöntő                                              | BL                                                    | Nyolcaddöntő                                          | Ronaldo                                               | 15                                                    |
| 2006-07   | La Liga                                               | 1.                                                    | 38                                                    | 23                                                    | 7                                                     | 8                                                     | 66                                                    | 40                                                    | 76                                                    | Nyolcaddöntő                                          | BL                                                    | Nyolcaddöntő                                          | Ruud van Nistelrooy                                   | 33                                                    |
| 2007-08   | La Liga                                               | 1.                                                    | 38                                                    | 27                                                    | 4                                                     | 7                                                     | 84                                                    | 36                                                    | 85                                                    | Nyolcaddöntő                                          | BL                                                    | Nyolcaddöntő                                          | Raúl                                                  | 23                                                    |
| 2007-08   | La Liga                                               | 1.                                                    | 38                                                    | 27                                                    | 4                                                     | 7                                                     | 84                                                    | 36                                                    | 85                                                    | Nyolcaddöntő                                          | Supercopa de España                                   | Döntő                                                 | Raúl                                                  | 23                                                    |
| 2008-09   | La Liga                                               | 2.                                                    | 38                                                    | 25                                                    | 3                                                     | 10                                                    | 83                                                    | 52                                                    | 78                                                    | 32-es főtábla                                         | BL                                                    | Nyolcaddöntő                                          | Raúl Gonzalo Higuaín                                  | 24                                                    |
| 2008-09   | La Liga                                               | 2.                                                    | 38                                                    | 25                                                    | 3                                                     | 10                                                    | 83                                                    | 52                                                    | 78                                                    | 32-es főtábla                                         | Supercopa de España                                   | Győztes                                               | Raúl Gonzalo Higuaín                                  | 24                                                    |
| 2009-10   | La Liga                                               | 2.                                                    | 38                                                    | 31                                                    | 3                                                     | 4                                                     | 102                                                   | 35                                                    | 96                                                    | 32-es főtábla                                         | BL                                                    | Nyolcaddöntő                                          | Gonzalo Higuaín                                       | 29                                                    |
| 2010–11   | La Liga                                               | TBD                                                   | 0                                                     | 0                                                     | 0                                                     | 0                                                     | 0                                                     | 0                                                     | 0                                                     | TBD                                                   | BL                                                    |                                                       | –                                                     | –                                                     |